# Kefersteinia forcipata
Kefersteinia forcipata är en orkidéart som först beskrevs av Heinrich Gustav Reichenbach, och fick sitt nu gällande namn av Patricia A. Harding. Kefersteinia forcipata ingår i släktet Kefersteinia och familjen orkidéer. Inga underarter finns listade i Catalogue of Life.